# Droit d'être entendu
Le droit d'être entendu est une garantie procédurale qui permet à une personne de faire valoir son point de vue, avant qu'une décision juridique la concernant ne soit rendue.
Le droit d'être entendu comprend notamment le droit de consulter le dossier, de fournir des preuves et de faire valoir son point de vue. Il s'exprime en principe par écrit.

## Droit international
La Convention relative aux droits de l'enfant demande aux États de garantir la liberté d'expression des enfants, ainsi que « la possibilité d’être entendu dans toute procédure judiciaire ou administrative l’intéressant, soit directement, soit par l’intermédiaire d’un représentant ou d’une organisation approprié, de façon compatible avec les règles de procédure de la législation nationale » (article 12).

## Par pays

### Québec (Canada)
En droit québécois, le  droit d'être entendu est prévu à l'article 23 de la Charte des droits et libertés de la personne :

« Toute personne a droit, en pleine égalité, à une audition publique et impartiale de sa cause par un tribunal indépendant et qui ne soit pas préjugé, qu’il s’agisse de la détermination de ses droits et obligations ou du bien-fondé de toute accusation portée contre elle. »

### Suisse
En droit suisse, le droit d'être entendu est garanti par la Constitution fédérale : « Toute personne a droit, dans une procédure judiciaire ou administrative, à ce que sa cause soit traitée équitablement et jugée dans un délai raisonnable. Les parties ont le droit d’être entendues ».
Le droit d'être entendu est détaillé dans le Code de procédure civile, dans le Code de procédure pénale, ainsi que dans la loi fédérale sur la procédure administrative.
Selon la jurisprudence du Tribunal fédéral :

« Conformément aux art. 29 al. 2 Cst. et 6 CEDH, les parties ont le droit d'être entendues. Compris comme l'un des aspects de la notion générale de procès équitable, le droit d'être entendu comprend en particulier le droit, pour une partie à un procès, de prendre connaissance de toute argumentation présentée au tribunal et de se déterminer à son propos, que celle-ci contienne ou non de nouveaux éléments de fait ou de droit, et qu'elle soit ou non concrètement susceptible d'influer sur le jugement à rendre. Il appartient en effet aux parties, et non au juge, de décider si une prise de position ou une pièce nouvellement versée au dossier contient des éléments déterminants qui appellent des observations de leur part. Toute prise de position ou pièce nouvelle versée au dossier doit dès lors être communiquée aux parties pour leur permettre de décider si elles veulent ou non faire usage de leur faculté de se déterminer [...]. »